# Nagykanizsa Demons 2006
Questa voce raccoglie le informazioni riguardanti i Nagykanizsa Demons nelle competizioni ufficiali e amichevoli della stagione 2006.

## Roster
| Roster dei Nagykanizsa Demons (2006) |
| --- |
| Quarterback - 4 Attila Bodnár - 12 Márk Katona - 10 Vendel Szép Running Back - 33 Kornél Bévárdi FB - 27 Zoltán Horváth - 38 Árpád Őri - 22 János Peti Wide Receiver - 13 István Cseh-Németh - 85 László Dávidovics - 26 Krisztián Dala - 80 Zoltán Foray - 19 Milán Németh - 89 Gergő Őri Tight End - 42 Dávid Kiss - 88 Attila Vidovics - 47 Ferenc Vidovics Offensive Linemen - 66 Gábor Gál OT - 73 Zoltán Hervai C - 60 Ferenc Hokkmann G - 79 Péter Mózer G - 66 Attila Gábor Németh G - 68 László Nyakas OT - 69 József Tomasics OT Defensive Linemen - 63 Ferenc Mozsolics DE/LB - 99 Tamás Pintér DE - 75 Levente Szabó DT - 78 Tamás Tálos DT - 76 Gábor Varga DT/DE Linebacker - 48 Krisztián Böröndi LB/SS - 55 Tamás Dezső - 54 Rudolf Kiss - 56 István Szabó - 50 Endre Takács - 58 Tamás Tóth - 35 János Vági Defensive Back - 46 Tibor Bábel CB - 11 Károly Kepe CB - 30 Márk Klein - 44 Roland Szilágyi CB - 29 Norbert Varga FS Special Team |

## Amichevoli
| Arbitro: | Szerényi |

| |           | |
| P. Lesi Q1 (TD) 1yd run D. Birkás Q1 (TD) 74yd pass from Á. Magócsi P. Lesi Q3 (TD) 5yd pass from Á. Magócsi | Marcatori | R. Kiss Q1 (TD) 13yd run Takács Q1 (pat) Á. Őri Q2 (TD) 13yd run Takács Q2 (pat) Á. Őri Q2 (TD) 13yd run Takács Q2 (pat) |

## Magyar American Football League 2006

### Stagione regolare
| Nagykanizsa 29 aprile 2006, ore 15:00 1ª giornata | Nagykanizsa Demons | 57 – 19 (16-0 14-6 7-0 20-13) referto | Zala Predators | Mindenki Sportpálya (300 spett.) |

| Nagykanizsa 20 maggio 2006, ore 15:00 4ª giornata | Nagykanizsa Demons | 32 – 66 (6-13 13-20 7-26 6-7) | Győr Sharks | Mindenki Sportpálya (310 spett.)\| Arbitro: \| Udvardi \| |
| Arbitro:                                          | Udvardi            |                               |             |                                                           |

| Budapest 28 maggio 2006, ore 15:00 5ª giornata | Budapest Black Knights | 27 – 23 (0-7 14-0 0-7 13-9) | Nagykanizsa Demons | BVSC Stadion (400 spett.) |

| Budapest 10 giugno 2006, ore 16:00 7ª giornata | Budapest Wolves 2 | 21 – 9 (7-3 8-6 0-0 6-0) referto | Nagykanizsa Demons | Wolves Stadion (500 spett.) |

## Statistiche di squadra
| Competizione      | %Vittorie | In casa | In casa | In casa | In casa | In casa | In casa | In trasferta | In trasferta | In trasferta | In trasferta | In trasferta | In trasferta | Totale | Totale | Totale | Totale | Totale | Totale |
| Competizione      | %Vittorie | G       | V       | N       | P       | Pf      | Ps      | G            | V            | N            | P            | Pf           | Ps           | G      | V      | N      | P      | Pf     | Ps     |
| ----------------- | --------- | ------- | ------- | ------- | ------- | ------- | ------- | ------------ | ------------ | ------------ | ------------ | ------------ | ------------ | ------ | ------ | ------ | ------ | ------ | ------ |
| Stagione regolare | .250      | 2       | 1       | 0       | 1       | 89      | 85      | 2            | 0            | 0            | 2            | 32           | 48           | 4      | 1      | 0      | 3      | 121    | 133    |
| Amichevoli        | 1.000     | 1       | 1       | 0       | 0       | 21      | 18      | 0            | 0            | 0            | 0            | 0            | 0            | 1      | 1      | 0      | 0      | 21     | 18     |
| Totale            | .400      | 3       | 2       | 0       | 1       | 110     | 103     | 2            | 0            | 0            | 2            | 32           | 48           | 5      | 2      | 0      | 3      | 142    | 151    |

## Statistiche personali

### Marcatori
| Giocatore   | Ruolo | TD rush | TD recv | TD int | TD p.ret | TD k.ret | TD oth | Xp1  | Xp2 | FG | Saf | Totale |
| ----------- | ----- | ------- | ------- | ------ | -------- | -------- | ------ | ---- | --- | -- | --- | ------ |
| Németh      |       | 1       | 5       | 0      | 0        | 0        | 0      | 0    | 0   | 0  | 0   | 36     |
| Z. Horváth  |       | 5       | 0       | 0      | 0        | 0        | 0      | 0    | 0   | 0  | 0   | 30     |
| Őri         |       | 2+2     | 0       | 0      | 0        | 0        | 0      | 0    | 0   | 0  | 1   | 26     |
| Takács      |       | 0       | 0       | 0      | 0        | 0        | 0      | 12+3 | 0   | 1  | 0   | 18     |
| Cseh-Németh |       | 0       | 2       | 0      | 0        | 0        | 0      | 0    | 0   | 0  | 0   | 12     |
| Vidovics    |       | 0       | 2       | 0      | 0        | 0        | 0      | 0    | 0   | 0  | 0   | 12     |
| R. Kiss     |       | 0+1     | 0       | 0      | 0        | 0        | 0      | 0    | 0   | 0  | 0   | 6      |
| Team        |       | 0       | 0       | 0      | 0        | 0        | 0      | 0    | 0   | 0  | 1   | 2      |

### Passer rating
Mancano i dati di Demons-Sharks della 4ª giornata e Black Knights-Demons della 5ª giornata; non disponibili i dati dell'amichevole.

La classifica tiene in considerazione soltanto i quarterback con almeno 10 lanci effettuati.
| Giocatore | G | Att | Comp | Int | Yds | TD | NFL   | NCAA   |
| --------- | - | --- | ---- | --- | --- | -- | ----- | ------ |
| Bodnár    | 2 | 38  | 17   | 2   | 267 | 2  | 64,25 | 110,60 |
| Katona    | 2 | 25  | 11   | 2   | 113 | 1  | 37,58 | 79,17  |